# Jūpār
Jūpār (persiska: جوپار) är en ort i Iran.   Den ligger i provinsen Kerman, i den sydöstra delen av landet, 800 km sydost om huvudstaden Teheran. Jūpār ligger 1 850 meter över havet och antalet invånare är 3 830.
Terrängen runt Jūpār är varierad, och sluttar norrut.Runt Jūpār är det glesbefolkat, med 13 invånare per kvadratkilometer. Närmaste större samhälle är Māhān, 16,9 km öster om Jūpār. Trakten runt Jūpār är ofruktbar med lite eller ingen växtlighet.